# Jacques Allier
Pour les articles homonymes, voir Allier.
Jacques Allier est un banquier français, né le 4 décembre 1900 à Paris où il est mort le 24 mai 1979. Il est président de la Société de l'histoire du protestantisme français de 1963 à 1978.

## Biographie
Fils de Raoul Allier, philosophe et professeur à la faculté de théologie protestante de Paris, et de Pauline Freiss, Jacques Raoul Allier fait ses études à la faculté de droit de Paris et à l'école libre des sciences politiques. Il soutient en 1923 une thèse de doctorat en droit intitulée « De l'obéissance due par l'administration active à la chose jugée par la juridiction administrative. » Il fait une carrière de banquier, notamment comme directeur à la Banque de Paris et des Pays-Bas (1923-1966). 
En 1939, il est mobilisé et attaché au cabinet de Raoul Dautry, ministre de l'armement. Grâce à ses responsabilités professionnelles au sein de la société norvégienne Norsk Hydro, qui est alors la seule entreprise mondiale à fabriquer de l'eau lourde, il joue un rôle considérable dans la sécurisation de cette matière, en avril 1940, en rapportant en France dans le plus grand secret, la totalité du stock mondial d'eau lourde, remis par Norsk Hydro, qui avait refusé de le céder à l'entreprise allemande IG Farben, alors contrôlée par les nazis. En 1945, il est nommé chargé de mission au CEA, tout en continuant ses activités professionnelles de banquier. 
Il occupe plusieurs fonctions institutionnelles, président de la chambre de commerce franco-norvégienne (1960-1967) et de la chambre de commerce franco-chilienne (1962).
Protestant engagé, il est vice-président de l'Association des étudiants protestants de Paris (AEPP), membre de la Fédération française des associations chrétiennes d'étudiants (la Fédé), dont son père, Raoul Allier est l'un des créateurs, et vice-président de l'association pour le maintien et l'entretien de la faculté de théologie protestante de Paris. Il est particulièrement actif au sein de la Société de l'histoire du protestantisme français, dont il est membre du comité dès 1946 et qu'il préside de 1963 à 1978.
Il est le grand-père de la pneumologue Irène Frachon, qui a joué un rôle décisif dans la dénonciation de l'affaire du Mediator, et du pasteur Laurent Schlumberger.

## Distinctions
- Commandeur de la Légion d'honneur